# Jezus ben Phiabi
Jezus ben Phiabi of Jezus ben Phabes (Hebreeuws: Jeshua/Jehoshua ben Phiabi) was hogepriester in de Joodse tempel in Jeruzalem tot 23 v.Chr. Hij is de eerste hogepriester uit de familie van Phiabi. Later zou uit deze familie ook Ismaël ben Phiabi het ambt van hogepriester bekleden.
Jezus ben Phiabi werd door Herodes de Grote aangewezen als opvolger van de hogepriester Ananel, maar het is niet bekend in welk jaar dit gebeurde. Aan Jezus' hogepriesterschap kwam een einde toen Herodes in het huwelijk trad met Mariamne II (niet te verwarren met Herodes eerdere Hasmonese vrouw Mariamne). Herodes verhoogde haar status (en daarmee de status van het huwelijk) door haar vader, Simon ben Boëthus, te benoemen als hogepriester in plaats van Jezus ben Phiabi.